# Kožnata paprat
Kožnata paprat (lat. Rumohra), rod vazdazelenih trajnica iz porodice rebračevki (Dryopteridaceae), kojemu pripada deset priznatih vrsta papratnica iz reda osladolike. Najpoznatija među njima je R. adiantiformis, raširena po mnogima državama Amerike i Afrike, po Australiji, Novom Zelandu i nekim pacifičkim otocima, a nekoliko vrsta samo po Madagaskaru.
Vidi i kožna paprat, Hymenophyllum.

## Vrste
1. Rumohra adiantiformis (G.Forst.) Ching
2. Rumohra berteroana (Colla) R.Rodr.
3. Rumohra capuronii Tardieu
4. Rumohra glandulosa Tardieu
5. Rumohra glandulosissima Sundue & J.Prado
6. Rumohra humbertii Tardieu
7. Rumohra linearisquamata Rakotondr.
8. Rumohra lokohensis Tardieu
9. Rumohra madagascarica (Bonap.) Tardieu
10. Rumohra turficola R.M.Senna

## Vanjske poveznice
|  | Zajednički poslužitelj ima još gradiva o temi Rumohra |
|  | Wikivrste imaju podatke o taksonu Rumohra             |